# 윌리엄 티머시 가워스
윌리엄 티머시 가워스(영어: William Timothy Gowers [ˈwɪljəm ˈtɪməθi ˈɡaʊə(ɹ)s], FRS, 1963년 11월 20일 ~ )은 영국 잉글랜드 윌트셔에서 태어난 영국의 수학자이다. 현재 그는 케임브리지 대학교의 트리니티 칼리지 소속이며, 순수수학과, 수리통계학과의 석좌교수이기도 하다. 1991년에서 1995년까지 그는 유니버시티 칼리지 런던의 수학과에 재직했었는데, 현재까지의 그의 대표적인 업적들은 이 시기에 나왔다.
1996년에 가워스는 유럽 수학회상을 수상하였고, 1998년에는 그의 함수 해석학과 조합수학에 대한 업적에 대한 공로로 필즈상을 수상하였다. 1999년에는 왕립 학회의 회원으로 선출되었다.
그는 작곡가인 패트릭 가워스의 아들이고, 공직자인 어니스트 가워스 경의 증손자이기도 하다.

## 참고 문헌
- “Borcherds, Gowers, Kontsevich, and McMullen receive Fields medals” (PDF). 《Notices of the American Mathematical Society》 (영어) 45 (10): 1358–1360. 1998년 10월.